# Acervo Artístico-Cultural dos Palácios do Governo do Estado de São Paulo
O Acervo Artístico-Cultural dos Palácios do Governo do Estado de São Paulo (AACPG) é o órgão oficial responsável pela gestão, preservação, pesquisa e extroversão das coleções histórico-artísticas do Governo do Estado de São Paulo. Subordinado à Secretaria da Casa Civil, é gerido por um conselho curador e por um grupo de historiadores da arte, técnicos, conservadores e restauradores, e conta com duas sedes, uma no Palácio dos Bandeirantes, em São Paulo e outra, no Palácio Boa Vista, em Campos do Jordão. 
O Acervo dos Palácios administra um expressivo conjunto de obras, composto por mais de 5.000 itens, de importância histórica e artística. São pinturas feitas por artistas no Brasil entre os séculos 17 e 21, peças período colonial, além de exemplares da artes decorativas europeias e asiáticas e pinturas da escola cusquenha. Também realiza exposições de longa duração, temporárias, eventos científicos e culturais em ambas as sedes.

## Histórico
O Acervo-Artístico Cultural dos Palácios do Governo do Estado de São Paulo foi constituído em 30 de julho de 1985, por decreto do então governador André Franco Montoro, com o objetivo de formar um conselho gestor apto a desenvolver atividades sistemáticas de documentação, conservação e divulgação dos bens culturais amealhados pelo Governo do Estado nas décadas anteriores, e expostos nos palácios governamentais para fins decorativos. O decreto foi posteriormente revisto, a 13 de março de 1987 e no decreto nº 51.991, de 18 de julho de 2007.
Na tentativa de organizar e dar legibilidade ao acervo, foram estabelecidas normas e procedimentos museológicos que facilitassem ao público visitante uma boa compreensão das obras expostas, destinando a cada espaço um grupo de peças. Ao Palácio Boa Vista, caberia a guarda de uma expressiva coleção de arte moderna brasileira, além do mobiliário barroco e de inspiração francesa, bem domo diversos objetos de artes decorativas. Já ao Palácio dos Bandeirantes, sede do governo, seriam destinadas diversas coleções relacionadas a significativos períodos históricos e artísticos da cultura nacional, principalmente arte moderna e contemporânea, valorizando em seu Hall, obras de grandes dimensões, como o painel São Paulo: Criação, Expansão e Desenvolvimento, do artista Antonio Henrique Amaral.

## O acervo

### Formação e caracterização

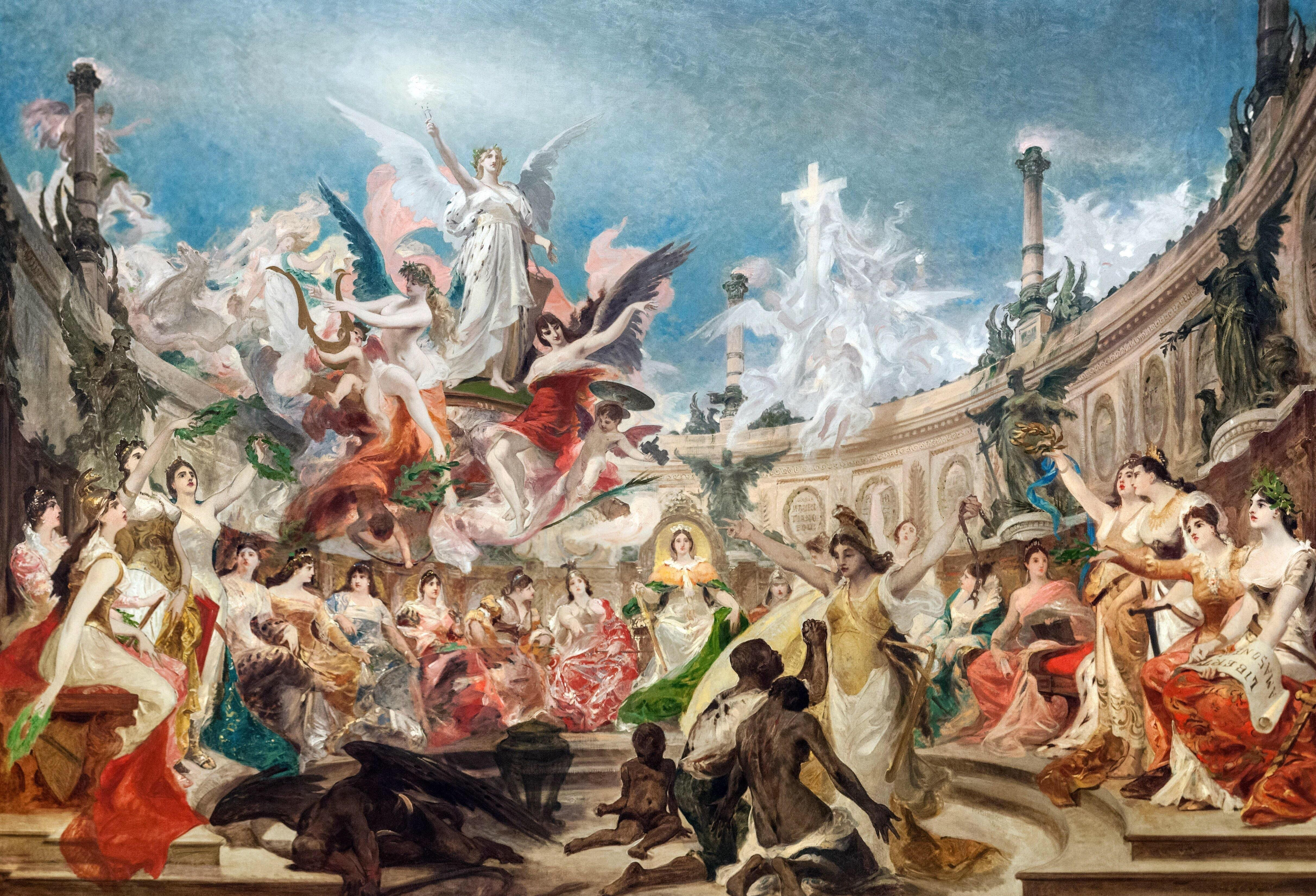
Pedro Américo (1843-1905) Libertação dos Escravos, 1889. Acervo Artístico-Cultural dos Palácios do Governo do Estado de São Paulo.

Os bens culturais pertencentes ao Acervo dos Palácios têm seu princípio na coleção do Pátio do Colégio, com móveis, porcelana e pinturas de paisagem. Depois é transferida para o Palácio dos Campos Elísios, que foi sede do governo paulista entre 1915 e 1964. Posteriormente o acervo é transferido para o Palácio dos Bandeirantes e foi significativamente ampliado por meio de uma série de aquisições realizadas na década de 1970, por iniciativa do governador Abreu Sodré e de seu secretário da fazenda Luís Arrobas Martins, tanto para ampliar a coleção exposta nesse prédio, como para criar uma coleção para o Palácio Boa Vista, em Campos do Jordão, inaugurado em 1964 e tornado monumento aberto à visitação pública em 1970. Após a abertura dos acervos palacianos ao público, e sua posterior transformação em projeto museológico, registrou-se um número considerável de doações de artistas e empresas. Por fim, houve o acréscimo de um conjunto de obras criadas especificamente para os palácios, como as provenientes do concurso "Painel Bandeirantes".
Atualmente, o Acervo dos Palácios contabiliza mais de cinco mil obras de expressiva importância artística e histórica, entre pinturas, esculturas, desenhos, gravuras, mobiliário e alfaias religiosas, prataria, porcelanas e tapeçarias, originárias do Brasil e de outros países, e executadas entre os séculos XVII e XXI.

#### Pinturas

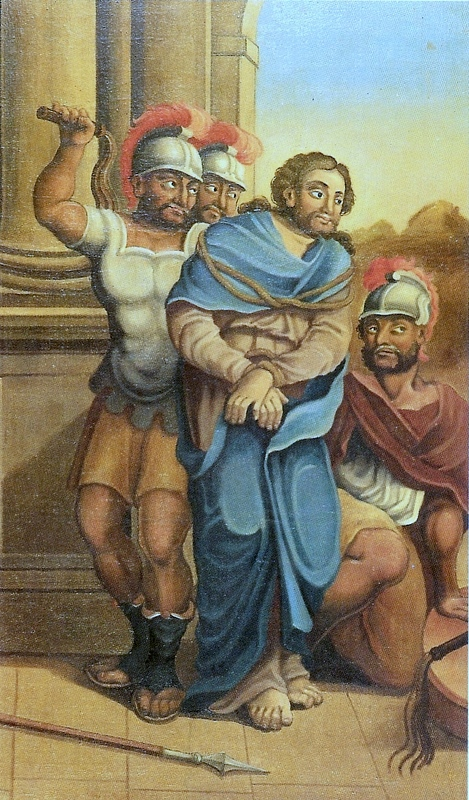
Atribuído a Mestre Ataíde (1762-1830) A Flagelação de Cristo, século XVIII. Acervo Artístico-Cultural dos Palácios do Governo do Estado de São Paulo.

Do importante contingente da pintura feita no Brasil, presente no Acervo dos Palácios, a arte colonial está representada por obras raras, como a do flamengo Gillis Peeters (Forte dos Reis Magos), possível integrante da comitiva de João Maurício de Nassau no nordeste do Brasil, e Flagelação de Cristo, atribuída ao Mestre Ataíde. Entre as obras oitocentistas, são dignas de menção o estudo para a Libertação dos Escravos ,de Pedro Américo (cuja versão definitiva nunca foi executada), bem como as paisagens litorâneas de Benedito Calixto e a Aclamação de Amador Bueno, de Oscar Pereira da Silva. Também estão presentes no acervo Henri Nicolas Vinet, Eliseu Visconti, João Batista da Costa, Décio Villares, Lucílio de Albuquerque e Theodoro Braga, entre outros.
Do modernismo, há um amplo conjunto de pinturas de Tarsila do Amaral, entre as quais Operários, obra-prima da fase social da artista. De Anita Malfatti, o acervo conserva alguns retratos e uma importante tela de cunho expressionista: A Ventania. Outras obras de vulto são Barca de São Pedro, de Cândido Portinari, Pescadores, de Emiliano Di Cavalcanti e o painel Festa do Divino em Parati, de Djanira da Motta e Silva, além de pinturas de Alberto da Veiga Guignard, Vicente do Rego Monteiro, Alfredo Volpi, Clóvis Graciano, Ismael Nery e Cícero Dias. Da pintora franco-portuguesa Maria Helena Vieira da Silva, conserva-se o óleo, intitulado O Teatro.
Um conjunto de 100 pinturas a óleo de José Cláudio da Silva, retratando paisagens, animais e o cotidiano dos habitantes da Amazônia, integra o acervo. São obras criadas  pelo pintor durante sua presença na Expedição Permanente à Amazônia, organizada por Paulo Vanzolini pelo Museu de Zoologia da USP. Há ainda obras de caráter abstrato-informal de Tomie Ohtake e Manabu Mabe, e criações de Wesley Duke Lee, Carlos Scliar, Cláudio Tozzi, entre outros.
Igualmente digno de nota é o painel São Paulo - Brasil: Criação, Expansão e Desenvolvimento, de Antônio Henrique Amaral, uma das maiores telas já produzidas no Brasil (4,5 x 16 metros), que foi escolhida em concurso para decorar o "Salão Nobre" do Palácio dos Bandeirantes. Neste mesmo palácio, a Galeria dos Governadores conserva dezenas de retratos e bustos de autoridades políticas, executados por pintores e escultores de renome. Por fim, há um importante conjunto formado por pinturas da escola cusquenha, produzidas nos séculos XVII e XVIII.
Esculturas

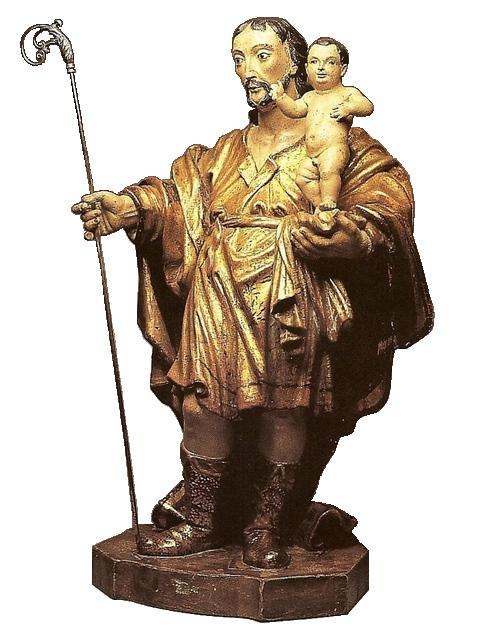
Antonio Francisco Lisboa (conhecido popularmente comoAleijadinho, c.1730-1814) São José de Botas, século XVIII. Acervo Artístico-Cultural dos Palácios do Governo do Estado de São Paulo.

Na coleção de esculturas e objetos tridimensionais, encontra-se um conjunto de imaginárias do período colonial brasileiro, dentre as quais destaca-se o São José de Botas, atribuído a Antonio Francisco Lisboa (conhecido popularmente como Aleijadinho), além do par de anjos tocheiros de Francisco Vieira Servas e a Nossa Senhora do Rosário, de Frei Agostinho de Jesus. Na já mencionada "Galeria dos Governadores", encontram-se bustos de autoria de Galileo Emendabili e Ettore Ximenes.
A grande maioria das esculturas data do século XX, como a Bailarina e o Retrato de Daisy, ambas de Victor Brecheret. Há um bronze de Ernesto de Fiori, baixos relevos de Caciporé Torres, João Rossi e Antônio Gonçalves Gomide. No jardim do Palácio dos Bandeirantes, estão obras de grande porte de Bruno Giorgi e Felícia Leirner, e no "Salão Nobre" do edifício, a Alegoria aos Bandeirantes, de Emanoel Araújo.

#### Obras sobre papel
Dentre os desenhos e aquarelas conservados nos palácios, encontram-se dois crayons de Almada Negreiros, paisagens e obras figurativas de Nicola de Corsi, Marcelo Grassmann e Arnaldo Pedro d'Horta.
Na numerosa coleção de gravuras, o destaque cabe às trinta litografias ilustrando artigos da Declaração dos Direitos do Homem e do Cidadão, produzidas por artistas como Amélia Toledo, Maria Bonomi, Aldemir Martins e Luiz Paulo Baravelli, entre outros. Há um conjunto de estudos etnográficos e paisagens de Johann Moritz Rugendas e outras obras de Oswaldo Goeldi, Babinski e Milton Dacosta.
Outro destaque do acervo é a preciosa coleção de estudos botânicos do naturalista João Barbosa Rodrigues, versando sobre diversas espécies de palmeiras encontradas em território brasileiro.

#### Artes decorativas

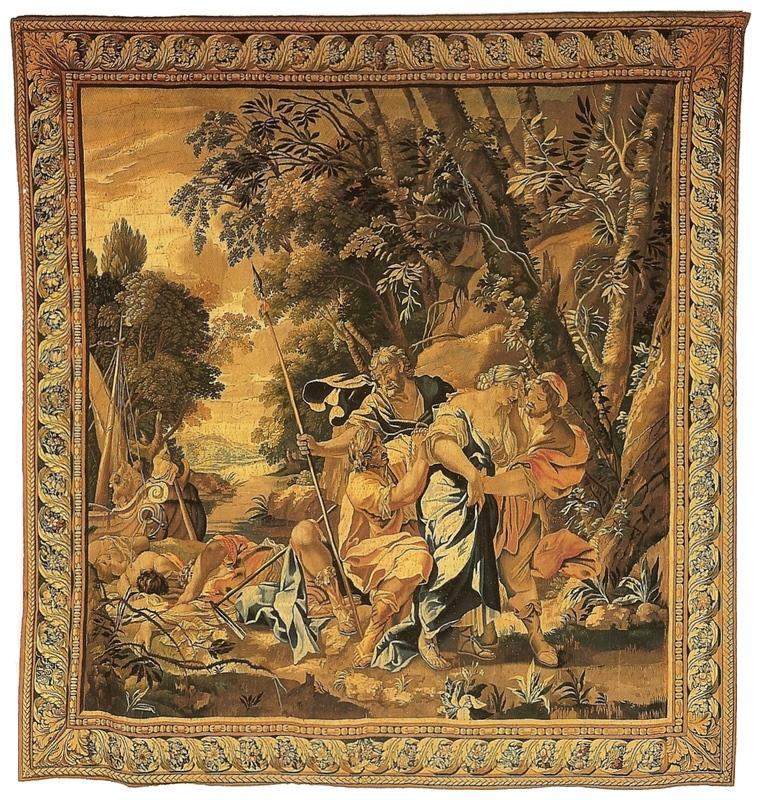
Manufatura dos Gobelins. O Rapto de Ifigênia, século XVIII. Acervo Artístico-Cultural dos Palácios do Governo do Estado de São Paulo.

Um conjunto de tapeçarias artísticas integra a coleção de artes decorativas do Palácio dos Bandeirantes. Executadas na Europa entre os séculos XVII e XVIII, são provenientes de manufaturas flamengas e francesas, produzidas a partir de composições de pintores célebres, como David Téniers. Destaca-se nesse conjunto a peça setecentista Rapto de Ifigênia, da Manufatura dos Gobelins, cujo desenho é de autoria de Simon Vouet.
Na coleção de prataria dos palácios, predominam os objetos de origem luso-brasileira, dos séculos XVIII e XIX. O essencial do conjunto é composto por alfaias religiosas e utensílios domésticos, como lampadários, copos, guampas, taças e bandejas.
No que tange à louçaria, o Palácio dos Bandeirantes detém em seu "Salão dos Pratos" uma importante coleção de cerâmica histórica do Brasil. O conjunto abarca peças que pertenceram a titulares do Império brasileiro, um serviço de gala encomendado pelo primeiro presidente do Brasil República, Marechal Deodoro da Fonseca, e um acervo de louça brasonada de importantes famílias paulistas do século XIX - prato de faiança finas da Marquesa de Santos e porcelanas monogramadas de Bernardo José Maria Lorena e Silveira, o 5º Conde de Sarzedas, entre outros. São também dignas de menção as porcelanas do século XVII, provenientes das Companhias das Índias Orientais, e as ânforas produzidas pela Manufatura Nacional de Sèvres.
A coleção de mobiliário é composta por peças produzidas a partir do século XVII, com origem em Portugal e no Brasil - notadamente, nos centros de produção mineiros e baianos. São arcas, barguenhos, baús, canapés, cômodas-papeleiras, cadeiras e mesas, usando como suporte madeiras nobres (cedro e jacarandá-paulista, por exemplo), metais e marfim. Destaca-se a coleção de mais de dez arcazes, de diferentes formas e procedências.

## Outras obras do acervo

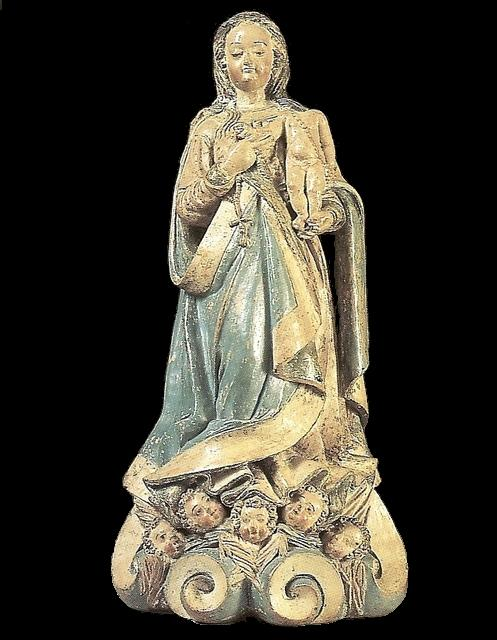
Frei Agostinho de Jesus. Nossa Senhora do Rosário, século XVII. Acervo Artístico-Cultural dos Palácios do Governo do Estado de São Paulo.
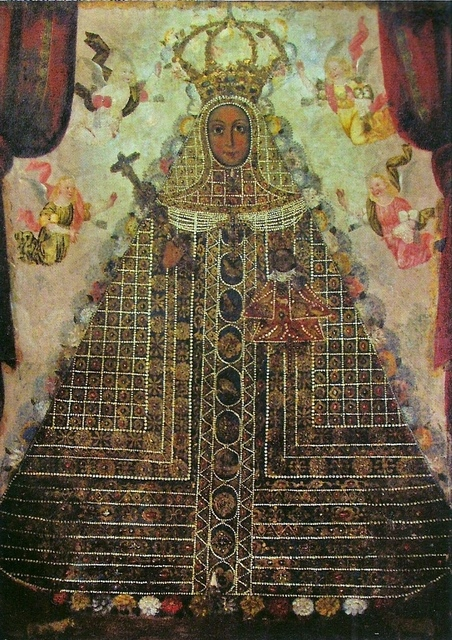
Escola Andina. Virgem de Guadalupe de Estremadura, Século XIX-XX. Acervo Artístico-Cultural dos Palácios do Governo do Estado de São Paulo.
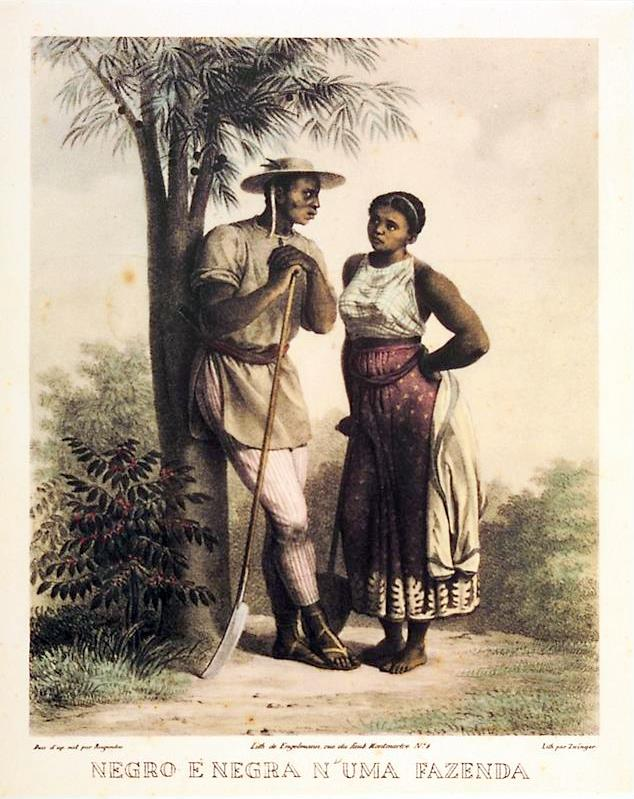
Johann Moritz Rugendas. Negro e Negra N'uma Fazenda, 1835. Acervo Artístico-Cultural dos Palácios do Governo do Estado de São Paulo.
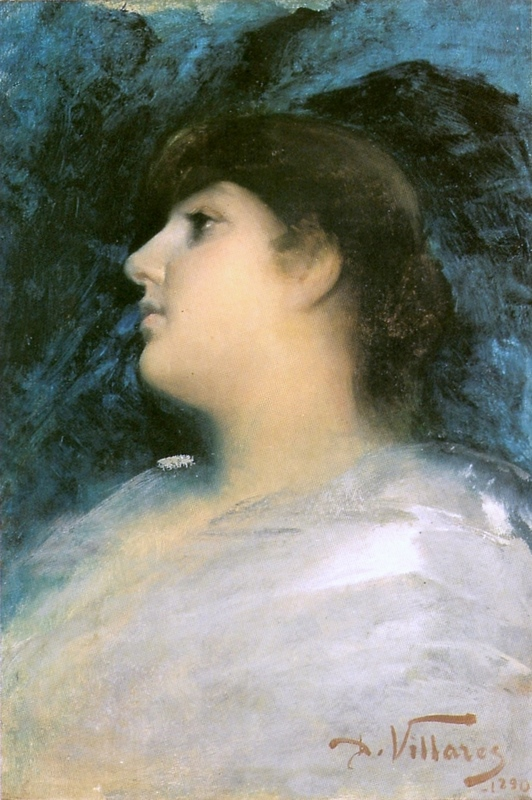
Décio Villares: Figura de Mulher, 1890. Acervo Artístico-Cultural dos Palácios do Governo do Estado de São Paulo.
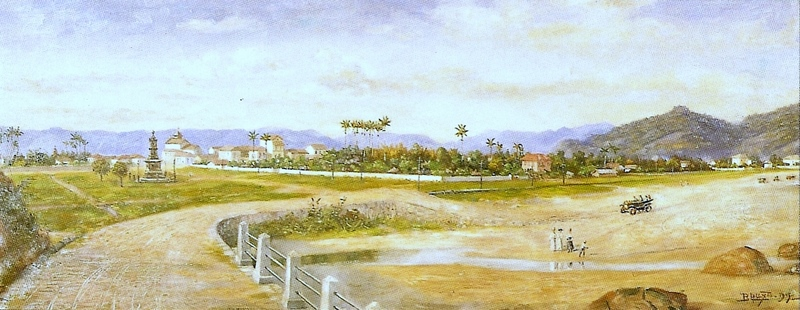
Benedito Calixto. Paisagem (São Vicente), 1919. Acervo Artístico-Cultural dos Palácios do Governo do Estado de São Paulo.
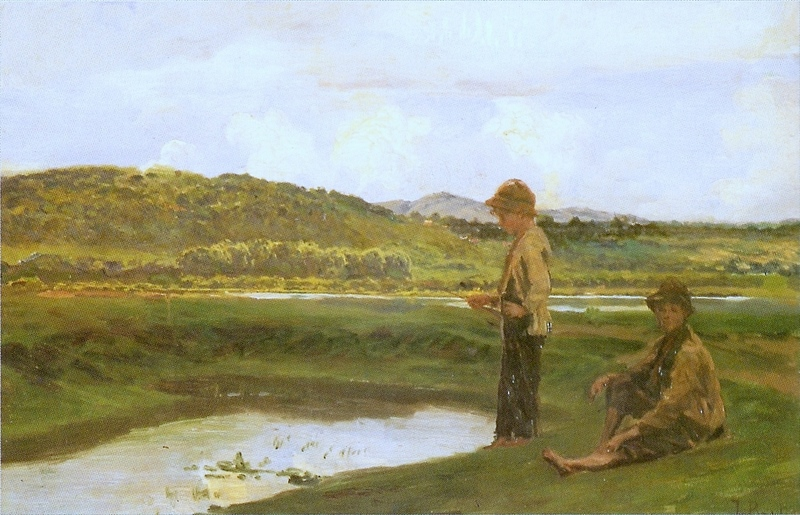
Baptista da Costa. Paisagem com rio em São Paulo, s.d. Acervo Artístico-Cultural dos Palácios do Governo do Estado de São Paulo.
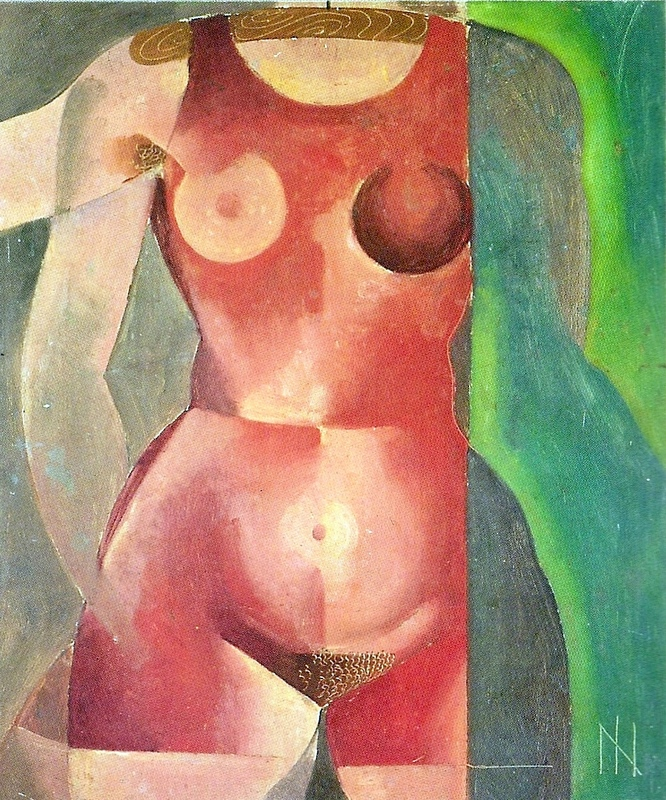
Ismael Nery. Nu no Cabide, 1927. Acervo Artístico-Cultural dos Palácios do Governo do Estado de São Paulo.